# Coupe des clubs champions arabes de football 1997
Navigation
Le Caire 1996 Djeddah 1998
La coupe arabe des clubs champions 1997 est la treizième édition de la coupe arabe des clubs champions. Organisée à Tunis en Tunisie, elle regroupe les clubs des pays arabes les plus performants dans leur championnat national (champion et vice-champion) ou vainqueur de leur coupe nationale.
Cette édition voit le sacre du club tunisien, le Club africain, qui remporte la coupe après avoir battu les Égyptiens d'Al Ahly en finale. Il s'agit du premier titre du club dans cette compétition.

## Clubs participants
- Tenant du titre :  Al Ahly SC
- Champion de Cisjordanie :  Markaz SA (ar)
- Champion de Jordanie :  Al-Weehdat Club
- Champion du Koweit 1996 :  Kazma SC
- Champion de Libye 1996 :  Al Shat Tripoli
- Champion de Tunisie 1996 :  CA Tunis
- Vice-champion d'Arabie saoudite 1996 :  Al-Ahli FC
- Vice-champion du Maroc 1996 :  OC Khouribga
- Représentant du pays hôte :  CS Sfax
- Invité d'honneur :  WA Tlemcen

## Compétition

### Tour préliminaire
Les éliminatoires de la zone du Maghreb sont joués à Sfax (Tunisie) du 9 au 13 octobre 1997. Ce tournoi regroupe quatre clubs, le tirage au sort ayant été effectué le 7 octobre 1997 en Tunisie.
| Entraîneur :      |
| Abdelkader Amrani |

| Entraîneur :      |
| Abdelkader Amrani |

| 1re journée          | CS Sfax                                                                         | 4 – 0 | Al Shat Tripoli |                          |                          |
| 9 octobre 1997 18h00 | Louis Gomis 26e · Rachid Bouaziz 32e · Hatem Trabelsi 37e · Nabil Bechaouch 80e |       |                 | Stade Taïeb-Mehiri, Sfax | Stade Taïeb-Mehiri, Sfax |
| 9 octobre 1997 18h00 | Ouest Tribune                                                                   |       |                 | Stade Taïeb-Mehiri, Sfax | Stade Taïeb-Mehiri, Sfax |

| Entraîneur :      |
| Abdelkader Amrani |

| Entraîneur :      |
| Abdelkader Amrani |

| 2e journée            | OC Khouribga        | 1 – 0 | Al Shat Tripoli |                          |                          |
| 11 octobre 1997 18h00 | Mohamed Al-Zerkaoui |       |                 | Stade Taïeb-Mehiri, Sfax | Stade Taïeb-Mehiri, Sfax |
| 11 octobre 1997 18h00 | Le Quotidien d'Oran |       |                 | Stade Taïeb-Mehiri, Sfax | Stade Taïeb-Mehiri, Sfax |

| 3e journée            | CS Sfax | 0 – 2 | OC Khouribga |                          |                          |
| 13 octobre 1997 16h00 |         |       |              | Stade Taïeb-Mehiri, Sfax | Stade Taïeb-Mehiri, Sfax |

| 3e journée            | WA Tlemcen                   | 3 – 0 | Al Shat Tripoli |                          |                          |
| 13 octobre 1997 18h00 | Mohamed Djalti · Issa Aidara |       |                 | Stade Taïeb-Mehiri, Sfax | Stade Taïeb-Mehiri, Sfax |
| 13 octobre 1997 18h00 | El Khabar                    |       |                 | Stade Taïeb-Mehiri, Sfax | Stade Taïeb-Mehiri, Sfax |

| Rang | Équipe          | Pts | J | G | N | P | Bp | Bc | Diff |  | Résultats (▼ dom., ► ext.) |  |     |     |     |
| ---- | --------------- | --- | - | - | - | - | -- | -- | ---- |  | -------------------------- |  | --- | --- | --- |
| 1    | CS Sfax         | 6   | 3 | 2 | 1 | 0 | 6  | 2  | +4   |  | CS Sfax                    |  | 2-0 | 0-2 | 4-0 |
| 2    | WA Tlemcen      | 6   | 3 | 2 | 0 | 1 | 4  | 2  | +2   |  | WA Tlemcen                 |  |     | 1-0 | 3-0 |
| 3    | OC Khouribga    | 6   | 3 | 2 | 0 | 1 | 3  | 1  | +2   |  | OC Khouribga               |  |     |     | 1-0 |
| 4    | Al Shat Tripoli | 0   | 3 | 0 | 0 | 3 | 0  | 8  | -8   |  | Al Shat Tripoli            |  |     |     |     |

Le vainqueur de ce tournoi se qualifie pour la phase finale de la treizième coupe des clubs champions arabes, qui est organisée à Tunis du 14 au 23 novembre 1997. Le tirage au sort de la phase finale est effectué le 26 octobre 1997 à Tunis. Le club organisateur de cette édition est le Club africain.
Le WA Tlemcen est éliminé, mais repêché à la suite de l'absence d'un club d'Oman, le Sur SC.

### Phase de groupes
Groupe A :
| Rang | Équipe          | Pts | J | G | N | P | Bp | Bc | Diff |  | Résultats (▼ dom., ► ext.) |  |     |     |     |
| ---- | --------------- | --- | - | - | - | - | -- | -- | ---- |  | -------------------------- |  | --- | --- | --- |
| 1    | Club africain   | 7   | 3 | 2 | 1 | 0 | 6  | 3  | +3   |  | Club africain              |  | 3-1 | 0-0 | 3-2 |
| 2    | Al-Ahli FC      | 6   | 3 | 2 | 0 | 1 | 5  | 4  | +1   |  | Al-Ahli FC                 |  |     | 1-0 | 3-1 |
| 3    | WA Tlemcen      | 4   | 3 | 1 | 1 | 1 | 7  | 1  | +6   |  | WA Tlemcen                 |  |     |     | 7-0 |
| 4    | Al-Weehdat Club | 0   | 3 | 0 | 0 | 3 | 3  | 13 | -10  |  | Al-Weehdat Club            |  |     |     |     |

Groupe B :
| Rang | Équipe               | Pts | J | G | N | P | Bp | Bc | Diff |  | Résultats (▼ dom., ► ext.) |  |     |     |     |
| ---- | -------------------- | --- | - | - | - | - | -- | -- | ---- |  | -------------------------- |  | --- | --- | --- |
| 1    | Al Ahly SCT          | 7   | 3 | 2 | 1 | 0 | 10 | 1  | +9   |  | Al Ahly SCT                |  | 1-1 | 2-0 | 7-0 |
| 2    | Club sportif sfaxien | 7   | 3 | 2 | 1 | 0 | 8  | 2  | +6   |  | Club sportif sfaxien       |  |     | 3-1 | 4-0 |
| 3    | Kazma Sporting Club  | 3   | 3 | 1 | 0 | 2 | 3  | 6  | -3   |  | Kazma Sporting Club        |  |     |     | 2-1 |
| 4    | Markaz SA (ar)       | 0   | 3 | 0 | 0 | 3 | 1  | 13 | -12  |  | Markaz SA (ar)             |  |     |     |     |

### Phase finale

#### Demi-finales
| Équipe 1      | Résultat    | Équipe 2             |
| ------------- | ----------- | -------------------- |
| Al Ahly SC    | 3 - 0       | Al-Ahli FC           |
| Club africain | 2 - 2 4 - 1 | Club sportif sfaxien |

#### Finale
| 23 novembre 1997 | Club africain                              | 2 - 1 | Al Ahly SC    | Stade olympique d'El Menzah, Tunis |                      |
|                  | Faouzi Rouissi 4e · Jameleddine Limam 114e |       | Ali Maher 20e | Spectateurs : 45 000               | Spectateurs : 45 000 |